# Polipercont
Polipercont o Polispercont (en llatí Poly[s]perchon, ontis, en grec antic Πολυ[σ]πέρχων, -ωντος) (394-303 aC) fou un general macedoni que va servir durant els regnats de Filip II de Macedònia i Alexandre Magne. Era fill de Símmias, i nadiu del districte macedoni d'Estimfea.

## Biografia
Ja era un veterà el 332 aC però res se sap de les seves actuacions anteriors. Aquell any va ser nomenat successor de Ptolemeu fill de Seleuc en el comandament d'una de les divisions de la falange, càrrec que tenia a la batalla de Gaugamela. Va participar en operacions a Àsia i l'Índia i el seu nom es menciona sovint en aquestes campanyes; va participar en el pas de les Portes Perses (Pylae Persicae) juntament amb Filotas, i a la repressió de la revolta local a la Paretacene, i també a l'expedició d'Alexandre contra els assacenis on va conquerir la fortalesa de Nora; també és esmentat en el pas de l'Hidaspes i en el descens del riu, en aquestes ocasions sota l'autoritat de Cràter d'Orèstia. El 323 aC servia a Cràter com a segon en el comandament de l'exèrcit de veterans enviat de retorn a Macedònia, segons Flavi Arrià, Quint Curci Ruf i l'historiador Justí.
Absent de Babilònia a la mort d'Alexandre, va quedar exclòs del repartiment. Va participar amb Cràter i Antípatre (regent de Macedònia) a la Guerra de Làmia. Quan Antípatre es preparava per passar a Àsia amb Cràter contra Perdicas d'Orèstia, va deixar a Polipercont la direcció de l'exèrcit a Macedònia.

### Regent
En aquesta condició va rebutjar els etolis que havien envaït Tessàlia, va derrotar a una força dirigida per Policles, va derrotar a Menó de Farsàlia i va recuperar tota Tessàlia, segons diu Diodor de Sicília. No consta cap recompensa, però gaudia del favor del regent. El 319 aC Antípatre el va designar com a successor en la regència, mentre el seu propi fill Cassandre rebia el comandament subordinat de quiliarca. En aquest moment era el més vell dels generals d'Alexandre el Gran encara en vida.

### Polipercont i Cassandre de Macedònia
Polipercont, enfrontat a la rivalitat d'Antígon Monoftalm i de Cassandre que estaven gelosos de la seva importància com a militar i es van aliar per prendre-li el seu poder, per reforçar-se va pactar amb Olímpia de l'Epir, expulsada de Macedònia per Antípatre, i amb Èumenes de Càrdia que va convertir en el rival d'Antígon a Àsia. Per obtenir el suport de les ciutats gregues va proclamar la independència de tots els estats grecs i l'abolició de les oligarquies promacedònies que els governaven. El nom d'Olímpia com a mare d'Alexandre, li va aportar força partidaris, i Èumenes per la seva banda va poder sortir de la fortalesa de Nora i al front dels argiràspides es va enfrontar a Antígon.
Polipercont es va haver d'enfrontar a Cassandre a Grècia. Atenes tenia una guarnició macedònia a Muníquia on Cassandre va enviar a Nicànor de Macedònia per substituir a Mènil al seu front. L'amistat de Foció, el cap atenenc, amb el nou governant, el va convertir en sospitós, especialment quan Nicànor no va obeir el decret de Polipercont de retirar la guarnició i encara va ocupar el Pireu en nom de Cassandre. Una mica després va arribar a Atenes Alexandre Polipercont, fill de Polipercont, amb l'objectiu proclamat d'expulsar a Cassandre i restablir la democràcia. Alexandre va portar molts exiliats que van poder votar a les assemblees i Foció va perdre el seu càrrec dirigent en el govern. Foció va convèncer a Alexandre d'ocupar Muníquia i el Pireu i aquest fet va posar als atenencs contra Foció, que va ser acusat per Agnònides de traïció, i va haver de fugir amb alguns amics, posant-se sota la protecció d'Alexandre que el va enviar al seu pare Polipercont, llavors acampat a Pharygae, a Fòcida. Una ambaixada atenenca va anar a acusar Foció i Polipercont va considerar entregar al vell general a canvi de la pau amb Atenes. Així Foció i els seus amics van ser enviats a Atenes on, portats davant l'assemblea, van ser condemnats a mort.
Amb la destrucció de Foció, Polipercont esperava haver aconseguit l'adhesió d'Atenes però inesperadament el 318 aC Cassandre va envair l'Àtica amb una flota i un exèrcit i es va establir al Pireu. Polipercont va sortir de Fòcida i va assetjar el Pireu però en veure que no progressava va deixar allí al seu fill Alexandre per seguir amb el bloqueig i es va dirigir al Peloponnès amb la major part de l'exèrcit; la majoria de les ciutats van expulsar els líders oligàrquics; només Megalòpolis va refusar fer-ho i fou assetjada pel regent que pensava obtenir una fàcil victòria, però no va aconseguir res, i tots els seus atacs eren rebutjats fins que finalment va haver d'aixecar el setge i retirar-se del Peloponnès; poc després el seu almirall, Clit, enviat amb la flota a l'Hel·lespont, va ser derrotat totalment per la flota de Cassandre, dirigida per Nicànor, i les seves forces navals destruïdes.
Com era habitual les ciutats gregues es van separar ràpidament dels derrotats i alguns estats grecs van enderrocar als governs democràtics; Atenes va establir un govern oligàrquic a la ciutat, favorable a Cassandre, dirigit per Demetri de Falèron. Eurídice i el seu marit Filip III Arrideu van planejar desfer-se del regent i aliar-se a Cassandre. Eurídice amb el suport de Cassandre, va obtenir el control de Macedònia però a la primavera del 317 aC Polipercont, després de deixar al seu fill Alexandre al Peloponès, i aliat al rei Aecides de l'Epir, va entrar a Macedònia acompanyat d'Olímpies, la sola presència de la qual va fer fugir a l'exèrcit enemic d'Eurídice i Cassandre.

### Amb Antígon Monoftalm
En els mesos que van seguir Polipercont no fou capaç d'aturar les crueltats d'Olímpies ni de salvar al rei del que era el nominal guardià; va ocupar els passos de Perrèbia però no va poder impedir la tornada de Cassandre i l'ocupació de Pidna per aquest. Polipercont va quedar atrapat a Perrèbia rodejat pel general Cales al servei de Cassandre que el va assetjar a la ciutat d'Azoros. Quan es va saber la mort d'Olímpies l'any 316 aC, considerant impossible recuperar Macedònia, es va retirar cap a Etòlia amb una petita força, i després es va reunir amb el seu fill Alexandre al Peloponès on apareix el 315 aC. Llavors s'havia format una coalició entre Cassandre, Lisímac de Tràcia, Ptolemeu I Soter i Seleuc I Nicàtor contra Antígon el Borni, i aquest va buscar el suport del vell Polipercont al que va oferir el govern general del Peloponnès; Polipercont va acceptar i durant uns mesos va lluitar contra els generals de Cassandre i de Ptolemeu al Peloponnès, però abans de final d'any Alexandre Polipercont es va inclinar cap a la causa de Cassandre i el pare, encara que no va seguir la posició del seu fill, va començar a mostrar-se hostil a Antígon.

### Últimes actuacions
El 313 aC apareix Polipercont defensant Sició i Corint dels atacs del general Telesfor al servei d'Antígon. No torna a ser esmentat fins al 310 aC quan va participar en l'aixecament al tron d'Hèracles de Macedònia el fill de Barsine, l'únic fill d'Alexandre que quedava viu, al que va induir a sortir de Pèrgam i reunir-se amb ell al Peloponnès; va aconseguir el suport de la Lliga Etòlia a la seva causa i amb l'ajuda d'aquesta lliga va aixecar un exèrcit important amb el qual va avançar cap a Macedònia; quan va arribar al districte d'Estimfea, es va trobar a Trampyae amb les forces de Cassandre; aquest darrer per por que les seves forces no li fossin fidels davant Hèracles, va entrar en negociacions amb Polipercont, i va aconseguir l'assassinat d'Hèracles, el pretendent que havia impulsat, en un banquet.
Cassandre li havia promès, per aquest crim, la governació general del Peloponnès però la recompensa promesa mai va arribar. Polipercont va conservar algunes posicions al Peloponnès més aviat com un governador macedoni de segon orde. Mort Alexandre Polipercont assassinat, la seva dona Cratesípolis va entregar aviat Corint i Sició a Ptolemeu (308 aC).
Apareix per darrera vegada el 303 aC quan governava alguna ciutat del Peloponnès i cooperava amb Cassandre i Prepelau contra Demetri Poliorceta No se sap exactament quan va morir però devia ser poc després.